# Marco temporal das terras indígenas
O marco temporal das terras indígenas, também conhecido como tese de Copacabana, é uma tese jurídica, construída jurisprudencialmente no julgamento do caso Raposa Serra do Sol pelo Supremo Tribunal Federal (STF) do Brasil de 2009. Nela, o Supremo decidiu que o artigo da Constituição que garante o usufruto das terras tradicionalmente ocupadas pelos indígenas brasileiros deveria ser interpretado contando-se apenas as terras em posse em 5 de outubro de 1988, data da promulgação da Constituição.

## Histórico
A tese foi apresentada pelo ministro Menezes Direito, junto com dezenove outras condicionantes que objetivavam dar maior segurança jurídica ao processo de demarcação de terras indígenas. O nome "tese de Copacabana" vem de um comentário do ministro Gilmar Mendes em julgamento de 2014 que reafirmou o marco temporal: "Claro, Copacabana certamente teve índios, em algum momento; a Avenida Atlântica certamente foi povoada de índios. Adotar a tese que está aqui posta nesse parecer, podemos resgatar esses apartamentos de Copacabana, sem dúvida nenhuma, porque certamente, em algum momento, vai ter-se a posse indígena".
Posteriormente, em embargos de declaração, o STF acabou esclarecendo que as condicionantes aplicavam-se somente àquele caso específico. No entanto, durante o governo Michel Temer, a partir de parecer da Advocacia-Geral da União (AGU), entendeu-se o precedente de Raposa Serra do Sol como obrigatório para todos os processos de demarcação de terras indígenas.
Desde 2019, a questão voltou à tona com o julgamento do Recurso Extraordinário 1.017.365, caso em que está em disputa o reconhecimento de uma área reclamada por indígenas do povo Xoclengues, na Reserva Biológica do Sassafrás, em Santa Catarina. O STF reconheceu "repercussão geral" ao caso, o que significa que aquilo que vier a ser decidido determinará precedente para todo o judiciário brasileiro. Por decisão do ministro relator do processo, Edson Fachin, todos os processos sobre demarcações de terras indígenas foram suspensos até o fim da pandemia de Covid-19 ou até o julgamento final de recurso extraordinário.

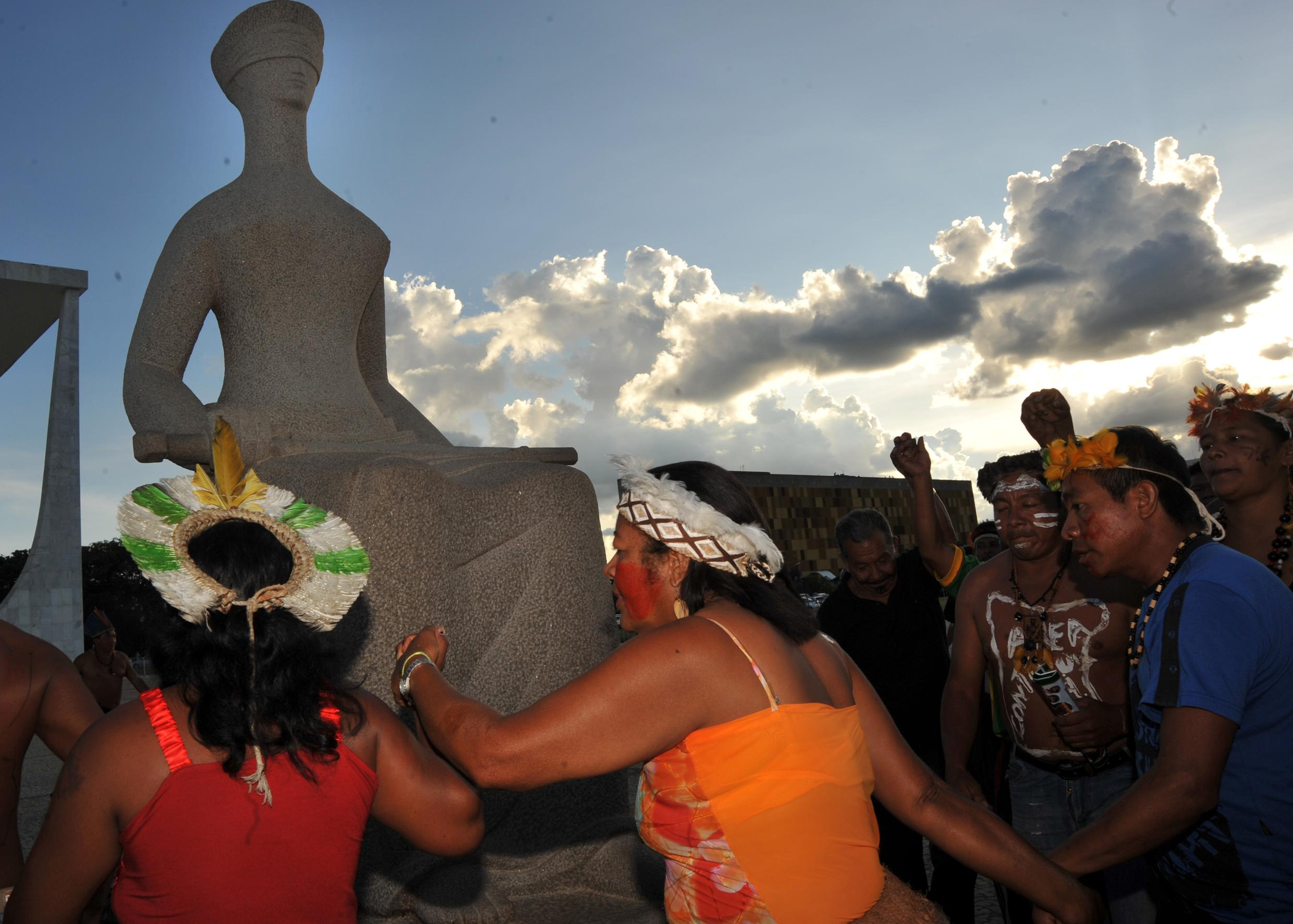
Indígenas em frente à A Justiça, numa manifestação no dia de julgamento do caso Raposa Serra do Sol pelo Supremo Tribunal Federal, 19 de março de 2009

Segundo o advogado-geral da União, Bruno Bianco Leal, o STF estabeleceu "balizas e salvaguardas para a promoção dos direitos indígenas e para a garantia da regularidade da demarcação de suas terras." Já o Ministério Público Federal (MPF) manifestou-se contrariamente ao marco. O Procurador-Geral da República Augusto Aras declarou que "por razões de segurança jurídica, a identificação e delimitação das terras tradicionalmente ocupadas pelos índios há de ser feita no caso concreto, aplicando-se a cada fato a norma constitucional vigente ao seu tempo".
O ex-presidente Jair Bolsonaro também manifestou-se a favor do marco, dizendo que, caso o STF decida modifica-lo, seria "um duro golpe ao nosso agronegócio, com repercussões internas quase catastróficas, mas também lá para fora."
O primeiro voto do julgamento, dado pelo relator Edson Fachin, foi contrário ao estabelecimento de um marco. O ministro disse que a decisão da Raposa Serra do Sol, em vez de pacificar a questão, paralisou as demarcações e acirrou conflitos; declarou também que "dizer que Raposa Serra do Sol é um precedente para toda a questão indígena é inviabilizar as demais etnias indígenas". O segundo voto foi do ministro Nunes Marques, que mostrou-se favorável à tese: "Uma teoria que defenda que os limites das terras estão sujeitos a um processo permanente de recuperação de posse em razão de um esbulho ancestral abre espaço para conflitos de toda ordem sem que haja horizonte de pacificação".
O julgamento foi suspenso no dia 15 de setembro de 2021, quando o ministro Alexandre de Moraes pediu vistas do processo. No dia 20 de setembro de 2023, o STF retomou o julgamento e, no dia seguinte, formou maioria para derrubar o marco temporal.
A bancada ruralista reagiu imediatamente, e prometeu tornar a derrubada nula. Segundo o vice-presidente da Frente Parlamentar da Agropecuária, Evair de Mello, "vamos precisar tomar algumas atitudes do ponto de vista regimental. [...] Podemos obstruir as pautas do governo, podemos apresentar um texto novo e levar para o plenário. No ponto de vista do parlamento, tudo é possível".
Em outubro o Congresso aprovou em regime de urgência a Lei 14.701, que altera o texto constitucional para autorizar o princípio do marco temporal. O Ministério Público entendeu a Lei como inconstitucional e antagônica a tratados internacionais, e o presidente da república vetou seus pontos principais. O Congresso pode derrubar o veto presidencial. A Frente Parlamentar da Agropecuária publicou nota prometendo derrubá-lo. A bancada ruralista tem maioria no Congresso. Segundo Leandro Prazeres, "o embate entre o governo e os ruralistas ainda está longe de acabar".
Em 14 de novembro o Congresso derrubou com ampla maioria o veto presidencial sobre a maioria dos tópicos vetados, e também removeu várias proteções às terras indígenas: proibiu a ampliação de terras já demarcadas, autorizou atividades das forças armadas e Polícia Federal e instalação de bases militares sem consulta prévia às comunidades, e autorizou a expansão de rodovias, exploração de energia elétrica e resguardo de riquezas naturais consideradas de interesse estratégico, também sem consulta prévia. O Ministério dos Povos Indígenas anunciou que acionará a Advocacia-Geral da União para entrar com uma ação de inconstitucionalidade no Supremo Tribunal Federal. O deputado Pedro Lupion, representando a bancada ruralista, comemorou o resultado e disse não temer a resposta do governo, alegando ter votos suficientes para se necessário mudar o texto da Constituição a fim de sacramentar a tese do marco temporal definitivamente.
Em 28 de dezembro, os partidos PL, PP e Republicanos entraram com um pedido no STF para validar a lei que institui o marco temporal. No dia seguinte, PSOL e Rede, junto à Articulação dos Povos Indígenas do Brasil (Apib), apresentaram uma ação que pede a derrubada dele.